# Jan Evangelista Purkyně

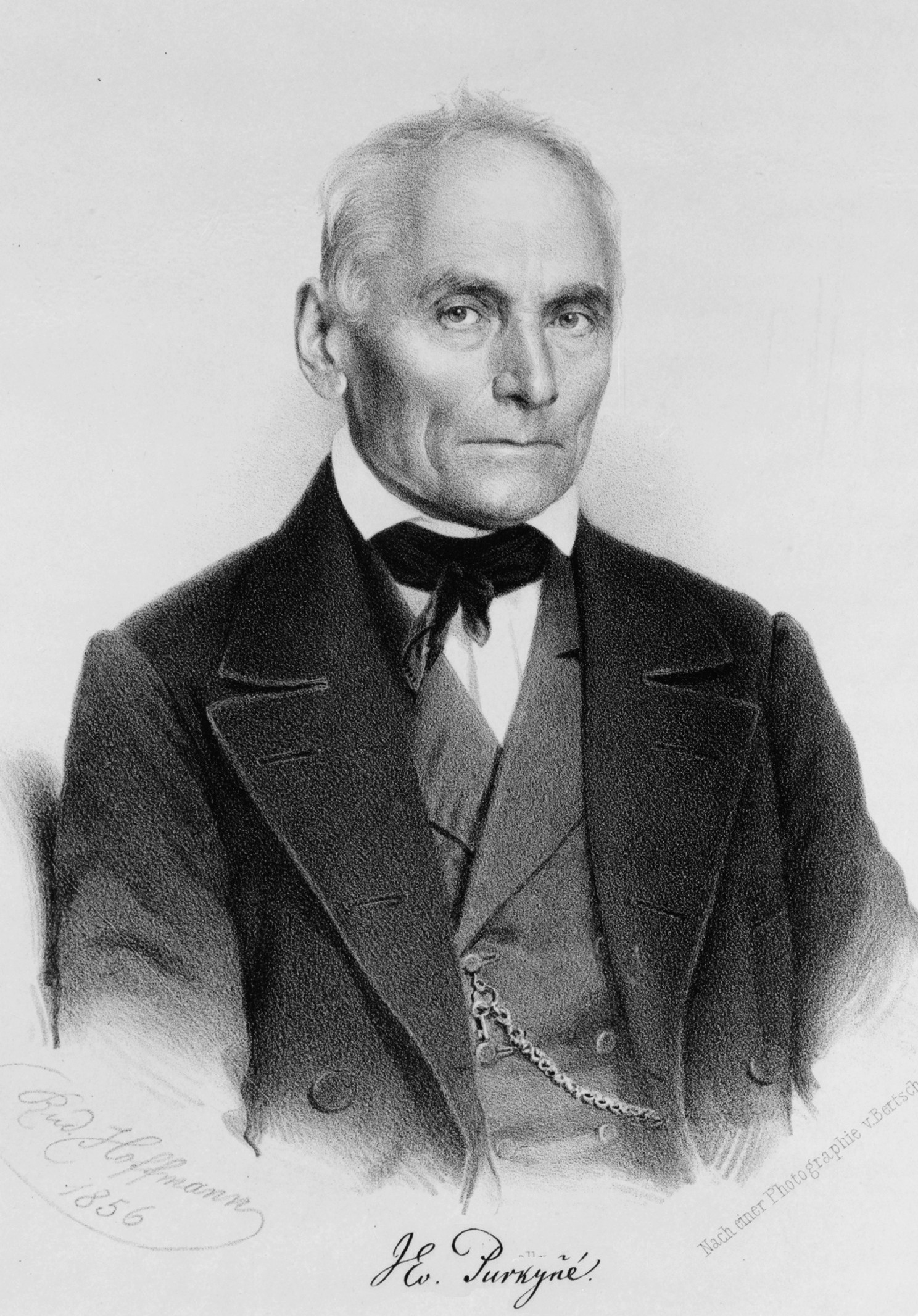
Jan Evangelista Purkyně, 1856

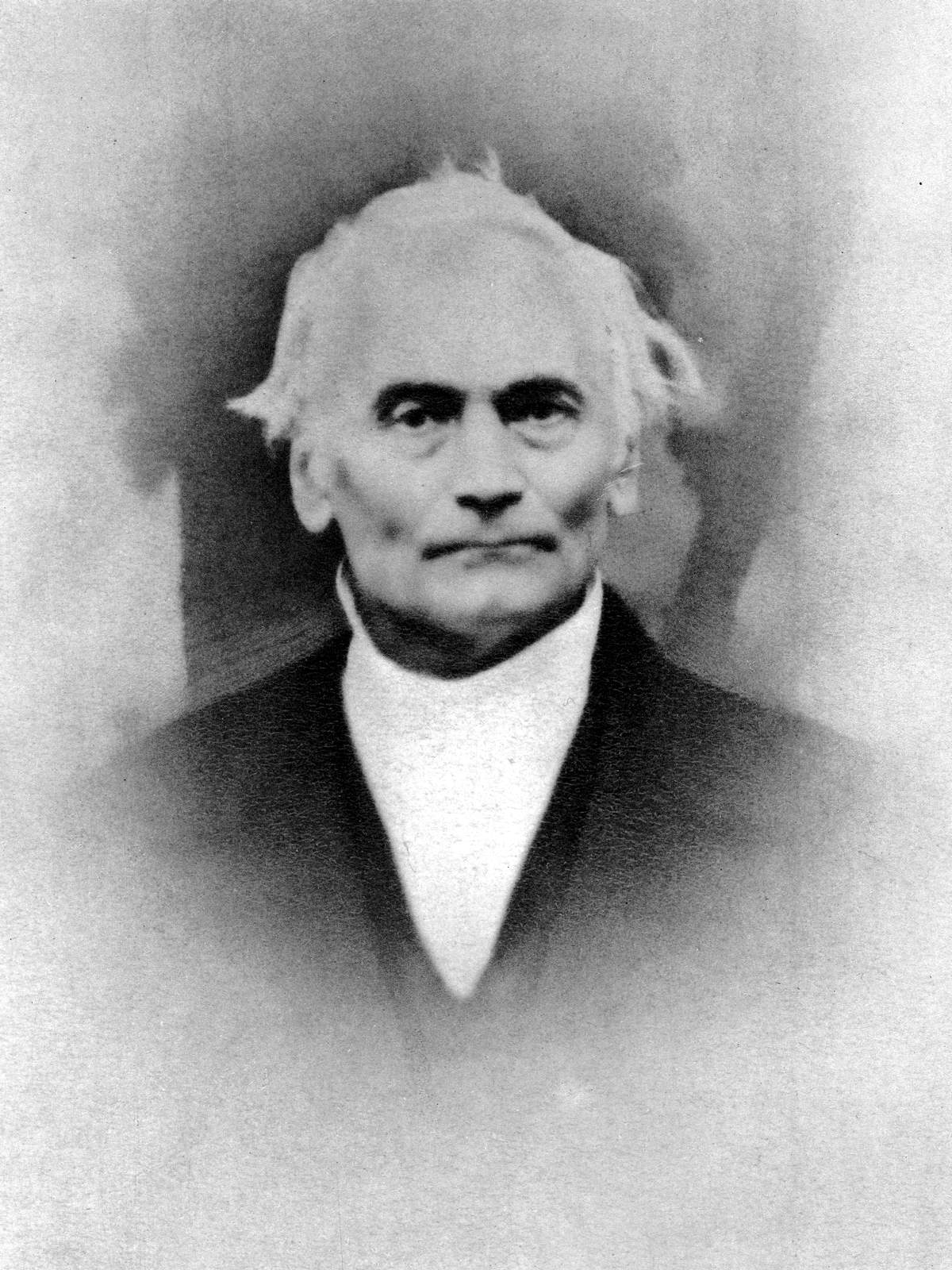
Jan Evangelista Purkyně
Foto um 1860

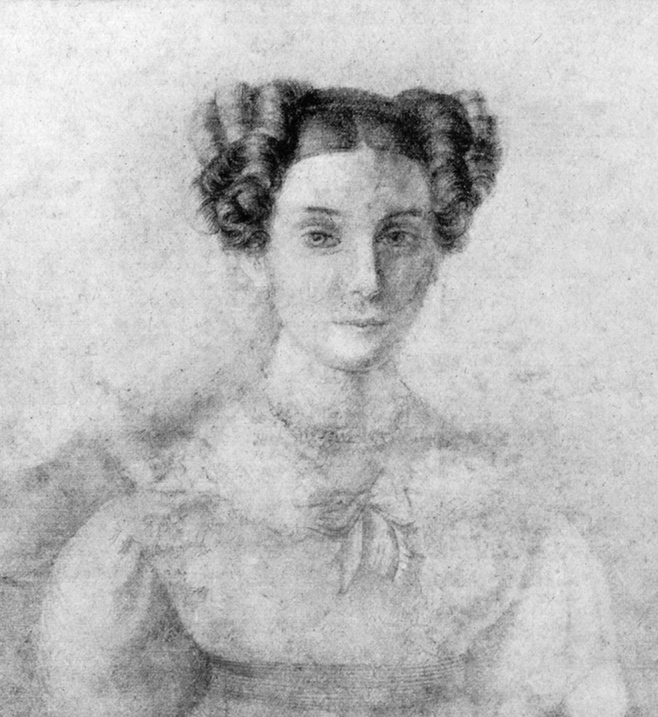
Ehefrau Julia Purkyně-Rudolphi

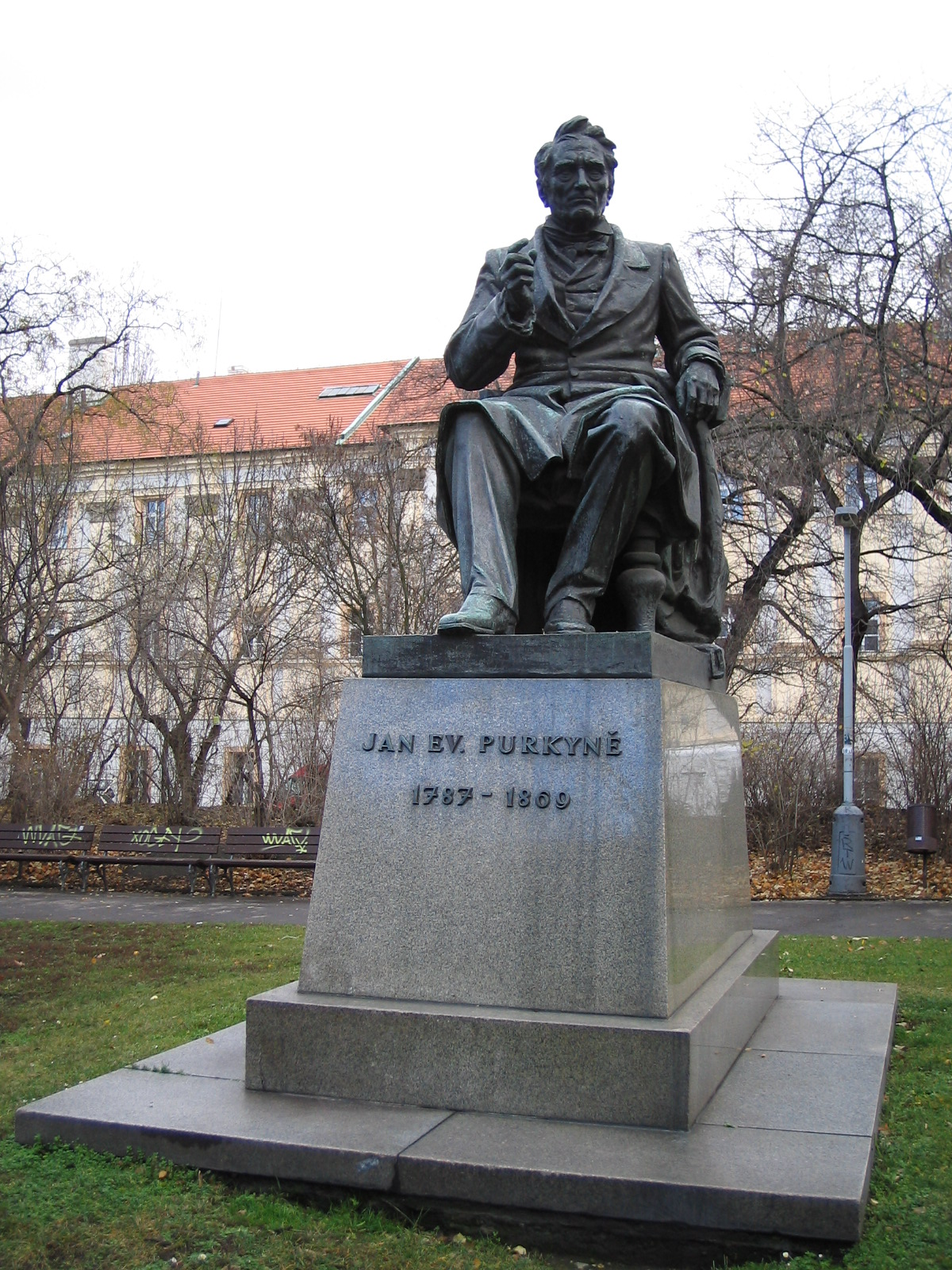
Purkyně-Denkmal: 1961 errichtetes Denkmal auf dem Karlsplatz in Prag

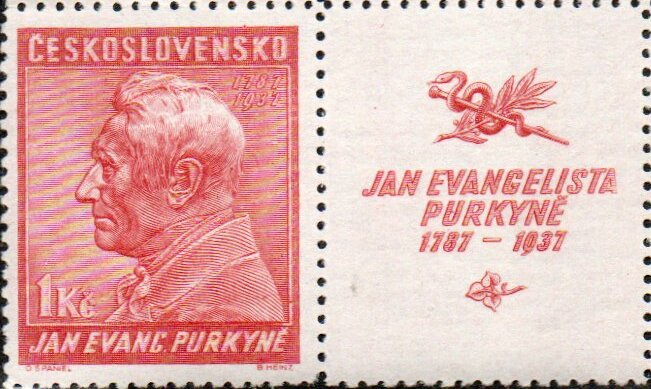
Tschechische Briefmarke (1937)

Jan Evangelista Purkyně, ab 1869 Ritter von Purkyně, auch Johann Evangelist Purkinje und Johannes Evangelista (Ritter von) Purkinje; (* 17. oder 18. Dezember 1787 in Libochowitz in Nordböhmen; † 28. Juli 1869 in Prag) war ein tschechischer Mediziner. Er war böhmischer, k. k. österreichischer Physiologe, Histologe und Embryologe sowie Sprachwissenschaftler und der Naturphilosophie nahestehender Philosoph und Politiker, der als Vertreter einer experimentellen Naturforschung aber zur Überwindung des naturphilosophischen Denkens beitrug. Purkyně gilt als Begründer der experimentellen Physiologie und Mitbegründer der Histologie (Gewebelehre), mikroskopischen Anatomie und mikroskopischen Technik. Zudem war er ein Förderer des nationalen Bewusstseins seines tschechischen Heimatlandes.

## Familie
Jan Purkyně wurde am 17. Dezember 1787 (weniger wahrscheinlich am 18. Dezember) geboren und am 19. Dezember 1787 getauft. Er war der älteste Sohn des Verwaltungsbeamten und Gutsbesitzers Josef Purkyně der im Dienst von Karl Johann von Dietrichstein stand. Die aus Nordböhmen stammenden Vorfahren Purkyněs waren Kalixtiner (eine Gruppierung der Hussiten). Der Vater starb, als Jan sechs Jahre alt war. Seine Mutter Rosalia, eine geborene Šafránek, stammte aus einer Bauernfamilie. Purkyně erwähnte sie später als seine erste Lehrerin für „hauswirtschaftliche Anatomie und Physiologie“. Sie starb 1834. Sein Bruder war 
- Josef Heinrich Purkyně (Purkinje) (* 12. Juli 1793 in Libochovice, Bez. Raudnitz, gestorben nach 1833 in Wien (?)), war Student am Polytechnikum in Prag, 1814 im Dienst des Wiener Hofbaurats, 1823–1829 Amtsingenieur bei der küstenländischen Landesbaudirektion in Triest mit gleichzeitiger Lehrtätigkeit am Polytechnischen Institut in Wien, 1829–1833 bei der Baudirektion in Lemberg in Galizien tätig, 1833 krankheitshalber pensioniert. Fachmann für Land- und Wasserbau des zeitgenössischen Ingenieurwesens.[8]

1827 heiratete Purkyně Julia Agnes Rudolphi (1800–1835), Tochter des Berliner Anatomen und Physiologen Karl Asmund Rudolphi. Zwei Töchter aus dieser Ehe starben 1832 während einer Choleraepidemie, kurz darauf seine Mutter. Zwei Söhne wurden während seiner Tätigkeit an der Universität in Breslau geboren:
- Emanuel Purkyně (* 17. Dezember 1831 in Breslau, † 23. Mai 1882 in Weißwasser, Bezirk Münchengrätz) wurde 1857 Dr. phil. durch die Karls-Universität in Prag und war Kustos der Botanischen Sammlung des Prager Landesmuseums. 1860 Lehrer und seit 1864 Professor der Naturwissenschaften an der Forstlehranstalt in Weißwasser; er errichtete als Meteorologe rund 700 Messstellen zur Niederschlagsbeobachtung.
- Karel Purkyně (* 15. März 1834 in Breslau, † 5. April 1868 in Prag) wurde nach einem Studium an den Kunstakademien in Prag, München und Paris Maler und Kunstkritiker in Prag. 1864 Organisator des Prager William-Shakespeare-Festes.

## Ausbildung und Lebensweg
In den Jahren 1793 bis 1797 besuchte Purkyně die Volksschule in seinem Geburtsort und anschließend das Piaristengymnasium in Nikolsburg in Mähren, wo sich ein Ordenszentrum der Piaristen und die Zentralverwaltung der Reichsfürsten Dietrichstein zu Nikolsburg befanden. Da Purkyně ein talentierter Sänger und Geigenspieler war, erhielt er eine bezahlte Stelle als Chorsänger in der dortigen Kirche. Zunächst beherrschte er nur Tschechisch, erlernte aber bald auch die deutsche sowie die lateinische und altgriechische Sprache.
Nach Abschluss des Gymnasiums trat er dem Orden der Piaristen bei und erhielt den Ordensnamen Silverius a sancto Joanne Evangelista. Als bester Novize seiner Gruppe beendete er 1805 die Ausbildung zum Ordenslehrer und erhielt einen Lehrauftrag für die zweite Gymnasialklasse. Ein Jahr später bereitete er sich an einem Kolleg in Ostböhmen auf seine Ordination vor. Hier erlernte er die französische und italienische Sprache. In der Ordensbibliothek machte er sich mit der Philosophie des Immanuel Kant, Johann Gottlieb Fichte und Friedrich Wilhelm Joseph Schelling sowie weiteren Wissensgebieten vertraut. Kurz vor dem Ordensgelübde und der Priesterweihe trat er aus dem Orden aus und suchte einen anderen Lebensweg.
Nach einjährigem Philosophiestudium an der Karls-Universität in Prag folgte von 1809 bis 1812 eine Hauslehrertätigkeit bei Franz Freiherr Hildtprandt von und zu Ottenhausen in Blatná. Danach studierte er von 1813 bis 1818 Medizin in Prag. Die Vorliebe für die Fächer Anatomie und Physiologie wurde durch Georg Ilg (~ 1771, verstorben 1836 in Prag), Professor der Anatomie in Prag, gefördert. 1818 promovierte Purkyně mit der auch von Goethe, seinem späteren Förderer, beachteten Arbeit Beiträge zur Kenntniss des Sehens in subjectiver Hinsicht (Fr. Vetterl Edler von Wildenbrunn, Prag 1819) zum Doktor der Medizin und arbeitete als Assistent am Institut für Anatomie und Physiologie als Prosektor. 1823 habilitierte er sich mit einer Abhandlung über die physiologische Untersuchung des Sehorgans und des Hautsystems und wurde an die Universität Breslau berufen, wo er als am 11. Januar 1823 durch den König bestätigter Professor für Physiologie und Pathologie lehrte. Im gleichen Jahr, am 11. Dezember, besuchte Purkyně Johann Wolfgang von Goethe in Weimar, dessen Wohlwollen und Informationsaustausch er sehr schätzte. Auch Goethe war von Purkyněs Persönlichkeit und Forschungsanliegen beeindruckt. Im Jahr 1829 wurde er zum Mitglied der Leopoldina (Academia Leopoldina Naturae Curiosorum) gewählt.
Er ist in Breslau in die Freimaurerei aufgenommen worden und war Mitglied der Berliner Freimaurerloge Zum Pilgrim. Unter der Gubernialherrschaft des Grafen Leo von Thun-Hohenstein in Böhmen wurde er später darum mehrfach in Untersuchung gezogen und blieb erst unbehelligt, als er versprach, an freimaurerischen Arbeiten nicht mehr teilzunehmen.
An der Universität Breslau beantragte er 1831 die Einrichtung eines ersten preußischen Physiologieinstituts. Es gelang ihm 1832 nach dem Ankauf eines Mikroskops und mehreren Umzügen am 8. November 1839 die Einrichtung eines experimentell-physiologischen Institutes und somit des ersten selbstständigen Breslauer Instituts für Physiologie in einem ehemaligen Karzerraum. Purkinje und Samuel Moritz Pappenheim bewiesen 1838 die unter Einfluss der Galle erfolgende Fettspaltung durch das Sekret der Bauchspeicheldrüse. Die 14 Dissertationen seiner Studenten waren vor 1839 größtenteils in Purkyněs Wohnung entstanden. Diese bescheidene physiologische Forschungsinstitution genoss unter Fachkollegen Anerkennung und wurde als Wiege der Histologie in Mitteleuropa bezeichnet. Auch Johann Nepomuk Czermak wohnte und arbeitete von 1847 bis 1849 im Haus der Familie Purkyně.
Mit Hilfe der ihm ab 1832 (Firma Plössl, Wien) zur Verfügung stehenden zusammengesetzten achromatischen Mikroskope leistete Jan Evangelista Purkyně seine Pionierarbeit auf dem Gebiet der anatomischen Gewebelehre.
Im Oktober 1849 erhielt Purkyně einen Ruf an die Karls-Universität Prag, wo er die Leitung des neu gegründeten Physiologischen Institutes übernahm, welches über vier große und vier kleine Mikroskope verfügte. Johann Nepomuk Czermak begleitete ihn und war von 1850 bis 1855 sein Assistent, habilitierte sich bei ihm für das Lehrfach Physiologie, wurde Privatdozent und Professor für Physiologie in Graz, Krakau und Pest.
Nach 1853 ließ Purkyněs wissenschaftliches Interesse nach. Die Organisation des Prager Instituts, die Herausgabe der Zeitschrift Živa (1853–1864) und sein Engagement in der National-tschechischen Bewegung des Panslawismus kosteten viel Zeit. Als gewählter Landtagsabgeordneter wurde er einer der Führer der Jungtschechen und vertrat die Gründung einer Universität in Prag mit Tschechisch als Lehr- und Studiensprache. 1882 wurde die Karls-Universität mit der Lehrsprache Latein in eine deutsch- und eine tschechischsprachige Universität geteilt.
Jan Evangelista Purkyně starb 1869 im Alter von 81 Jahren. Die Grabstätte befindet sich auf dem Vyšehrader Friedhof (Ehrenfriedhof Slavin) in Prag.

### Wissenschaftliche Forschungsgebiete
In Breslau erforschte Purkyně zunächst die Physiologie des Sehens sowie den Tastsinn und das Schwindelgefühl. Er veröffentlichte 1823 eine Arbeit zur Analyse von Fingerabdrücken, entdeckte 1833 die Schweißdrüsen. Weniger bekannt als die wegweisenden Arbeiten von Purkyně in der Physiologie und Anatomie sind seine pharmakologischen Selbstversuche. Diese begannen bereits in seiner Studentenzeit und begleiteten ihn in seiner weiteren wissenschaftlichen Laufbahn. Das Spektrum der untersuchten Arzneimittel und pflanzlichen Extrakte reicht von Bilsenkraut, Alkohol, Äther, Fingerhutextrakt, Campher, Opium bis zur Schwarzen Tollkirsche. 1829 beschrieb er in Selbstversuchen mit geriebenen Muskatnüssen deren halluzinogene Wirkung. Erst mehr als 100 Jahre später wurde in der Muskatnuss der dem Mescalin verwandte psychotrope Wirkstoff Myristicin gefunden. Purkyně kann als ein Wegbereiter der Humanpharmakologie verstanden werden, welche Arzneimittel und Wirkstoffe am Menschen untersucht.
Weiterhin beschäftigte er sich mit dem Vogelei, pflanzlichen Keimzellen und mikroskopisch-histologischen Untersuchungen von Pflanzen. 1837 beschrieb er den Zellen entsprechende „körnige Gebilde“ als Aufbauelemente des tierischen und pflanzlichen Organismus. Experimentelle Pharmakologie und Psychologie, Phonetik, Embryologie und physikalische Anthropologie gehörten ebenfalls zu seinen Arbeitsgebieten. Er war Anhänger der Naturwissenschaft, deren Prinzipien auf Beobachtung und Experiment beruhten.
Purkyně gilt als Entdecker des Augenleuchtens, des Beleuchtungsprinzips des Helmholtz-Augenspiegels, Er hatte bereits 1823 Lichterscheinungen (Reflexe) aus der Pupille beobachtet und kann somit als Vorreiter bei der Entdeckung der Ophthalmoskopie gelten.  Die an den 4 optischen Grenzflächen des Auges (jeweils Vorder- und Rückseite von Hornhaut und Linse) entstehenden Reflexionen werden noch heute nach ihm Purkinje-Reflexe 1–4 benannt. Am Breslauer Institut kam erstmals ein von ihm und Adolph Friedrich Oschatz (1812–1857) entwickeltes (Teller-)Mikrotom sowie das Drummond-Kalklicht zur Darstellung mikroskopischer Bilder auf weißem Grund zum Einsatz (Fixierung auf Daguerre-typischen Platten). Purkyně prägte 1837 den Begriff Axencylinder, 1839 den Begriff Enchym (Kennzeichen der Drüsenfunktion) und 1840 den Begriff Protoplasma.
Er entwarf unter anderem einen Apparat (Phorolyt bzw. Kineziskop; deutsch Kinesiskop), der eine Serie von Bildern nach dem Prinzip des Daumenkinos bewegt darstellen konnte (vgl. Phenakistiskop und Zoetrop).

### Politik und kulturelle Bestrebungen
Purkyně war Vorkämpfer der Idee des Panslawismus, einer kulturellen, politischen und wirtschaftlichen Eigenständigkeit der Slawen. Diese hatte vor allem mit dem Schicksal Polens zu tun, das im Zentrum der Interessenkonflikte der damaligen Großmächte Preußen, Österreich-Ungarn und Russland lag und ständigen Teilungen unterworfen war. Er betrachtete Schlesien als slawisches Gebiet, da etwa ein Viertel der Bevölkerung dieses zu Preußen gehörenden Gebietes Sorbisch oder Polnisch sprach. Er soll die Annäherung der slawischen Völker, zu denen auch die Tschechen zählen, über die Schaffung einer gemeinsamen Sprache propagiert haben.
Purkyně wurde wegen seiner Beziehungen zu den Nationalbewegungen der Tschechen, Slowaken und Polen von der Geheimpolizei des österreichischen Kronlandes Böhmen in der Monarchie Österreich-Ungarn beobachtet; nur seine Prominenz soll ihn vor staatlichen Repressionen bewahrt haben. 1848 war er Teilnehmer des Slawenkongresses in Prag mit dem Prager Pfingstaufstand; 1861 Abgeordneter des böhmischen Landtags.
Wiederholt forderte er für tschechische Bürger die Einführung der tschechischen Sprache an Universitäten.

### Medizinische Deonyme
Neben zahlreichen Deonymen der Sinnesphysiologie verdankt die anatomische Nomenklatur Purkyně zahlreiche Begriffe wie
- Purkinje-Zellen (Nervenzellen des Stratum gangliosum oder Stratum purkinjense der Gyri cerebellares),
- Purkinje-Fasern (1839 entdeckt; Impulserregungs-Endstrecke des kardialen Erregungsleitungssystems),
- Stratum gangliosum cerebelli Purkinje (Kleinhirnrindenschicht),
- Stria obliqua Purkinje (Streifen in der Vola manus, der Handfläche),
- Vesicula Purkinje (Zellkern des tierischen Eies).

Purkinje-Fasern
Impulsendstrecke der kardialen Erregungsausbreitung. 1838 begann Purkinje eine Untersuchungsreihe, die sich mit der mikroskopischen Beobachtung von Nervenfasern beschäftigte. In der Originalarbeit von 1845 beschrieb er die mikroskopische Anatomie der Nerven (Hautnerven, Rückenmarksnerven, Hirnnerven, periostale Nerven, Gefäßnerven, Nerven des Auges, intestinale Nerven, urogenitale Nerven) sowie die Nerven der äußeren Oberfläche des Herzens und nervale Strukturen der Herzwand. Er beschrieb hier zwar in Fäden- bzw. Faserformation strukturierte Gebilde (die spezifischen Purkinje-Fasern, heute als primitive Herzmuskelfasern erkannt), hatte aber keineswegs eine Vorstellung von deren physiologischer Bedeutung.
Purkinje-(Ader-)Figur
Die entoptische Wahrnehmung der Netzhautgefäße (Synonyma: Purkinje-Schatten, -Gefäßschattenfigur), die sich dunkel auf gleichmäßig tieforangefarbenem Grund darstellen, kann durch bewegte seitliche Beleuchtung des Auges im verdunkelten Raum oder durch Druck auf den Augapfel (Phosphän) provoziert werden.
Purkinje-Bläschen
1825 bis 1832 studierte Purkyně die frühe Entwicklung des Vogeleies im Körper des Weibchens. Er entdeckte und isolierte 1825 das Keimbläschen (Purkinje-Vesikel) an der Stelle des Eidotters, wo sich später der Embryo entwickelt.
Purkinje-Nachbild
Nach dem ersten positiven Nachbild und einer Dunkelpause tritt ein erstes negatives Nachbild auf, das die Komplementärfarben zum Primärbild enthält.
Purkinje-Effekt
1825 untersuchte er die Veränderung der relativen Wahrnehmung farblicher Leuchtkraft bei Dämmerlicht, ein Hinweis auf unterschiedliche visuelle Rezeptorensysteme (Stäbchen- und Zapfensystem, skotopisches (Nacht-)Sehen und photopisches (Tag-)Sehen). Der Begriff erweitertes Purkinje-Phänomen bezeichnet die Helligkeitsverschiebung in die Richtung des kurzwelligen spektralen Lichtanteils.
Purkinje-Sanson-Bilder
Es handelt sich um die Spiegelbilder der vorderen und hinteren Hornhaut sowie auf der vorderen und hinteren Linsenfläche. Die drei erstgenannten Flächen sind Konvexspiegel (es entstehen virtuelle aufrechte Bilder), die letztgenannte Fläche ein Konkavspiegel (es entsteht ein reelles umgekehrtes Bild). Diese Reflexbilder unterscheiden sich in Größe und Lichtstärke. Das leuchtendste Bild ist das Hornhautvorderflächenbild.
Purkinje-Schicht (Stratum gangliosum der Kleinhirnrinde)
Hier befinden sich die großen, birnenförmigen Nervenzellen, die mit zwei bis drei Dendriten senkrecht aufsteigen und sich in einer Ebene verzweigen.
Purkinje-Zelle
Große birnenförmige Nervenzellen im Stratum gangliosum der Kleinhirnrinde.
His-Purkinje-Tachykardie
Rhythmische ventrikuläre Tachykardie
His-Purkinje-Extrasystolie
Arrhythmische ventrikuläre Tachykardie
His-Purkinje-System
Erregungsleitungssystem

## Ehrungen
Jan Evangelista von Purkyně erhielt zahlreiche internationale Anerkennungen, so der Akademien in Wien (1860), Sankt Petersburg (1836), Paris (1861) und der Royal Society in London (21. November 1850). Er war (beginnend 1829 mit der Leopoldina) Mitglied von etwa 37 wissenschaftlichen Gesellschaften. Er war Mitglied der Königlichen böhmischen Gesellschaft der Wissenschaften.
Im April 1868 wurde ihm die Ritterwürde des Leopold-Ordens verliehen. Er wurde 1869 in den erbländisch-österreichischen Adelstand mit dem Prädikat Ritter von Purkyně erhoben. Im Jahr 1862 erhielt er den russischen Orden des Heiligen Wladimir. Zu Purkyněs Ehren wurde die 1991 gegründete Jan-Evangelista-Purkyně-Universität Ústí nad Labem nach ihm benannt; zuvor trug seit 1960 die jetzige Masaryk-Universität in Brünn seinen Namen.
Nach ihm sind der Mondkrater Purkyně und der Asteroid des Asteroidengürtels (3701) Purkyně benannt.
Auf dem Karlsplatz in der Prager Neustadt erinnert ein Denkmal an ihn.

## Schriften (Auswahl)
Purkyně veröffentlichte mehr als 80 Beiträge in deutscher, lateinischer, tschechischer und polnischer Sprache, darunter auch Übersetzungen von Friedrich von Schiller (Lyrische Dichtungen) ins Tschechische.
Bücher
- Beiträge zur Kenntnis des Sehens in subjectiver Hinsicht. Clave, Prag 1819 (Digitalisat) – Dissertation.
  - 2. Auflage, Band 1: Beobachtungen und Versuche zur Physiologie der Sinne. Beiträge zur Kenntniss des Sehens in subjectiver Hinsicht. Johann Gottfried Calve, Prag 1823 (Digitalisat)
  - 2. Auflage, Band 2: Beobachtungen und Versuche zur Physiologie der Sinne. Neue Beiträge zur Kenntniss des Sehens in subjektiver Hinsicht. G. Reimer, Berlin 1825  (Digitalisat)
- Commentatio de examine physiologico organi visus et systematis cutanei. Breslau 1823 (Digitalisat) – Habilitationsschrift.
  - Abhandlung über die physiologische Untersuchung des Sehorgans und des Hautsystems. Übersetzt von Joachim Ebert und Karel Žlábek; eingeleitet und erläutert von Vladislav Kruta. In: Acta historica Leopoldina. Nr. 11, Halle (Saale) 1979, S. 107–141.

- Symbolae ad ovi avium historiam ante incubationem. Breslau 1825 (Digitalisat).
  - Leipzig 1830 (Digitalisat).
- De cellulis antherarum fibrosis nec non de granorum pollinarium formis commentatio phytotomica. Breslau 1830 (Digitalisat)

Zeitschriftenbeiträge
- Beyträge zur näheren Kenntniß des Schwindels aus heautognostischen Daten. In: Medicinische Jahrbücher des kaiserlich-königlich österreichischen Staates. Band 6, Nr. 2, Wien 1820, S. 79–125 (Digitalisat).
- Ueber die Wichtigkeit der Muttersprache. In: Hesperus. Encyclopädische Zeitschrift für gebildete Leser. Band 25, Nr. 4, 1820, S. 26–28 (Digitalisat).
- Auch etwa über die Traumwelt (?). In: Hesperus. Encyclopädische Zeitschrift für gebildete Leser. Band 28, Nr. 9, 1821, S. 65–66 (Digitalisat).
- Ueber die physiologische Bedeutung des Schwindels und die Beziehung desselben zu den neuesten Versuchen über die Hirnfunktionen. In: Magazin für die gesammte Heilkunde mit besonderer Berücksichtigung auf das allgemeine Sanitäts-Wesen im königlich preußischen Staate. Band 23 (= Band 11), Reimer, Berlin 1827, S. 284–310 (Digitalisat).
- Der microtomische Quetscher eın bei microscopischen Untersuchungen unentbehrliches Instrument. In: Archiv für Anatomie, Physiologie und wissenschaftliche Medicin. Jahrgang 1834, S. 385–390 (Digitalisat).
- Entdeckung continuirlicher durch Wimperhaare erzeugter Flimmerbewegungen, als eines allgemeinen Phänomens in den Klassen der Amphibien, Vögel und Säugethiere. In: Archiv für Anatomie, Physiologie und wissenschaftliche Medicin. Jahrgang 1834, S. 391–401 (Digitalisat) – mit Gabriel Gustav Valentin.
- Bemerkungen über die Unabhängigkeit der Flimmerbewegung der Wirbelthiere von der Integrität des centralen Nervensystems. In: Archiv für Anatomie, Physiologie und wissenschaftliche Medicin. Jahrgang 1835, S. 159–160 (Digitalisat) – mit Gabriel Gustav Valentin.
- Ueber Flimmerbewegung im Gehirn. In: Archiv für Anatomie, Physiologie und wissenschaftliche Medicin. Jahrgang 1836, S. 289–290 (Digitalisat).
- Vorläufige Mitteilungen aus einer Untersuchung über künstliche Verdauung. In: Archiv für Anatomie, Physiologie und wissenschaftliche Medicin. Jahrgang 1838, S. 1–14 (Digitalisat) – mit Samuel Moritz Pappenheim.
- Nowe spostrzeżenia i badania w przedmiocie fizjologii i drobnowidowej anatomii udzielane przez naszego korespondenta […]. In: Rocznik wydziału lekarskiego w uniwersytecie Jagiellonskim. Band 2, Krakau 1839, S. 44–67 (Digitalisat).
- Mikroskopisch-neurologische Beobachtungen. In: Archiv für Anatomie, Physiologie und wissenschaftliche Medicin. Jahrgang 1845, S. 281–282 (Digitalisat).
- Neue Untersuchungen über die schraubenförmige Beschaffenheit der Elementarfasern der Muskeln, nebst Beobachtungen über die muskulöse Natur der Flimmerhärchen. In: Archiv für Anatomie, Physiologie und wissenschaftliche Medicin. Jahrgang 1850, S. 529–596 (Digitalisat) – Übersetzung eines Artikels von Martin Barry.
- Podrobné zpràvy o mojích starších i novějších literarních, zvlàště přirodnických pracích. In: Živa. Časopis přírodnický. Band 5, Prag 1857, S. 147–157, 203–214 (Digitalisat)
- Podrobné zpràvy o mojích starších i novějších literarních, zvlàště přirodnických pracích. In: Živa. Časopis přírodnický. Band 6, Prag 1858, S. 36, 103, 183–242 (Digitalisat)

Rezensionen
- Pieśni polskie i ruskie ludu Galicyjskiego, Z muzyką instrumentowaną przez Karola Lipińskiego zebrał i wydał Wacław z Oleska. D.i. polnische und russische Lieder des gallicischen Volkes, mit den dazu gehörigen Melodien, instrumentiert von Karl Lipinski, gesammelt und herausgegeben von Wenzel von Oleska. In: Jahrbücher für wissenschaftliche Kritik. Jahrgang 1835, Band 2, Sp. 103–108, 113–119 (Digitalisat) – gesammelt von Wacław z Oleska, Begleitung von Karol Lipiński, Rezensiertes Werk.

Sonstige
- Básně lyrické. 2 Bände, Ferdinand Hirt, Breslau 1841 (Band 1, Band 2) – Übersetzung von Friedrich Schillers Lyrik.
- Wachen, Schlaf, Traum und verwandte Zustände. In: Rudolf Wagner (Hrsg.): Handwörterbuch der Physiologie mit Rücksicht auf physiologische Pathologie. Band 2, 2. Abtheilung, Vieweg und Sohn, Braunschweig 1846, S. 412–480 (Digitalisat).
- 41 Artikel in Encyclopädisches Wörterbuch der medicinischen Wissenschaften von Dietrich W. Busch, Carl Ferdinand von Gräfe, Christoph Wilhelm von Hufeland, H.F. Link, K.A. Rudolphi, E. v. Siebold und J. Müller, Veit et Comp., Berlin 1829–1834. 1828–1834.

Gesammelte Werke
- Gesammelte Schriften. Leipzig 1879.
- Sebrané spisy. Opera omnia. Hrsg. von der Tschechoslowakischen Akademie der Wissenschaften. 13 Bände, Prag 1918–1985 (Band 1).
- Opera selecta. Prag 1948.

## Briefe
- Jedlička, Jaroslav (Hrsg.): Jana Ev. Purkyne Korespondence. 2 Bände, Prag 1920–1925 (Band 1, Band 2).
- Vladislav Kruta: K počátkům vědecké dráhy J. E. Purkyně. Korespondence s přáteli z pražských let 1815–1823 / Beginnings of the scientific carreer of J. E. Purkyně. Letters with friends from the Prague years 1815–1823 (= Sborník prací lékařské fakulty v Brně / Acta Facultatis medicae Universitatis Brunensis Band 12). Prag 1964.
- Vladislav Kruta: Eindrücke aus der Berliner Naturforscher-Versammlung (1828) in Briefen eines Teilnehmers (J. E. Purkyně an seine Frau geb. Rudolphi). In: Sudhoffs Archiv. Band 57, Nr. 2, 1973, S. 152–170 (JSTOR:20776163).